# Scopula sauteri
Scopula sauteri är en fjärilsart som beskrevs av Louis Beethoven Prout 1922. Scopula sauteri ingår i släktet Scopula och familjen mätare. Inga underarter finns listade.